# فرودگاه شهری کلریان
فرودگاه شهری کلریان (به انگلیسی: Clarion Municipal Airport) یک فرودگاه همگانی بهره‌برداری هوایی است که یک باند فرود بتن دارد و طول باند آن ۱۰۷۱ متر است. این فرودگاه در کشور ایالات متحده آمریکا قرار دارد و در ارتفاع ۳۵۴ متری از سطح دریا واقع شده‌است.